# Chamanna Cluozza
Die Chamanna Cluozza ([tɕɐˈmanɐˌkluə̯tsɐ]ⓘ, im AV-Hüttenführer Blockhaus Cluozza genannt) ist eine Wanderhütte im Herzen des Schweizerischen Nationalparks. Sie liegt nordöstlich des Piz Quattervals auf einer Höhe von 1882 m ü. M.

## Geschichte
Die im Eigentum des Nationalparks stehende Hütte wurde 1910 im Auftrag der Schweizerischen Naturforschenden Gesellschaft erbaut. Nach diversen kleineren Aus- und Umbauten wurde die Hütte im Sommer 1993 von Grund auf renoviert.
Im Zusammenhang mit einem grösseren Restaurierungsprojekt wurde die Hütte im Frühjahr 2021 unter kantonalen Denkmalschutz gestellt.

## Zugänge
- Die Hütte kann in einem Fussmarsch von circa drei Stunden vom Talort Zernez aus über Prasüra, Il Pra und Fops (2126 m ü. M.) erreicht werden (Wanderweg T3 nach SAC-Skala).
- Alternativ ist ein anspruchsvoller Anstieg beginnend in der Val Trupchun über Val Müschauns, Fuorcla Val Sassa (2857 m ü. M.) und Val Sassa in 8 Stunden über leichte Kletterstellen und Firnhänge möglich (T4 nach SAC-Skala).

## Übergänge

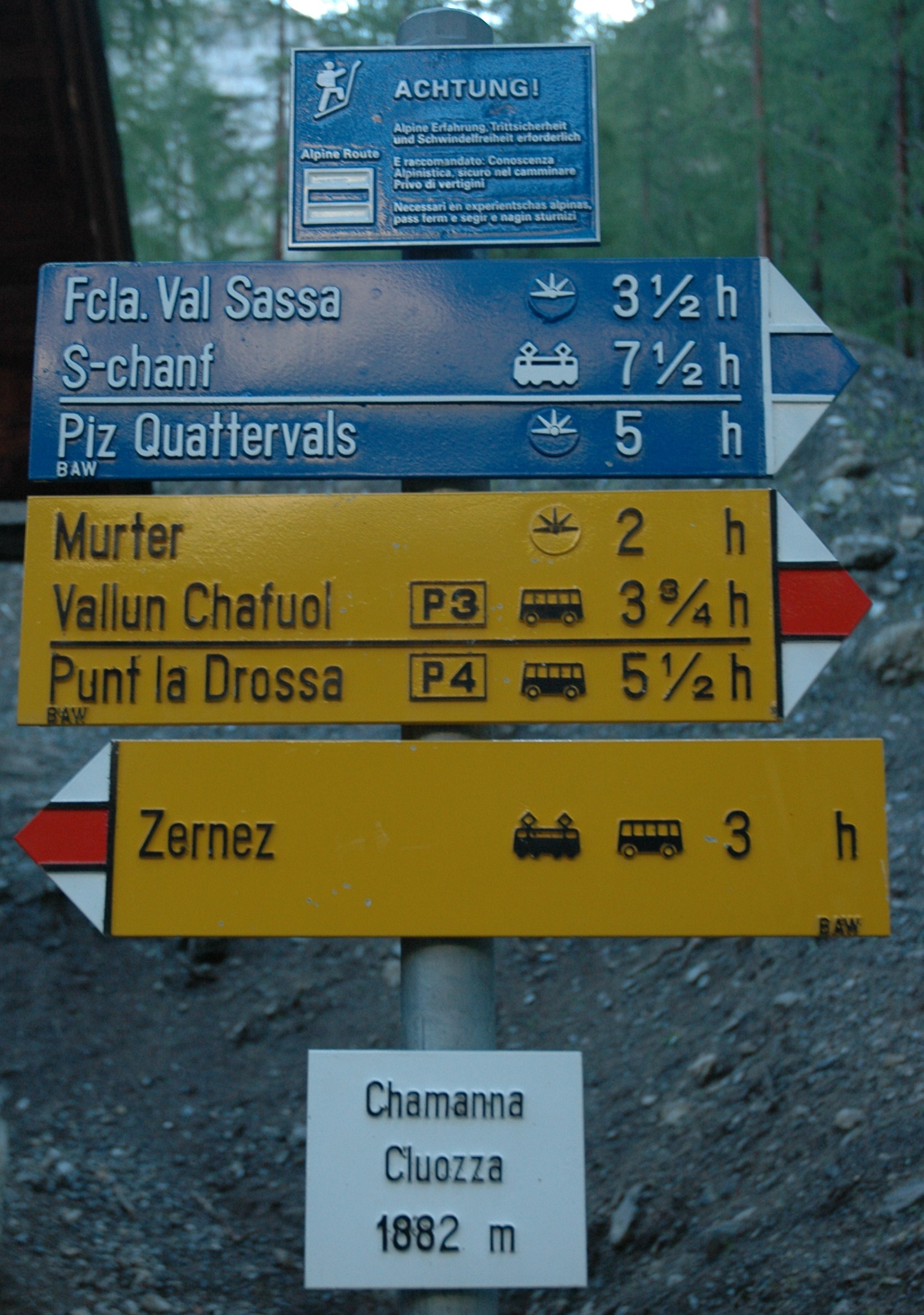
Wanderungen von der Berghütte

- über den Murter-Grat (2545 m ü. M.) via Praspöl nach Vallun Chafuol an der Ofenpassstrasse, Gehzeit: 3¾ Std.; mit etwas längeren Varianten nach Punt la Drossa oder Ova Spin.
- über Valletta auf den Piz Quattervals (3164 m ü. M.), hochalpine Bergtour, Gehzeit: 5 Std.